# Епархија тимочка
Епархија тимочка је епархија Српске православне цркве.
Надлежни архијереј је митрополит  Иларион (Голубовић), а седиште епархије се налази у Зајечару где је и Саборна црква.

## Подручје епархије
Епархија обухвата исток Србије, кроз који протиче Тимок, по којој је ова епархија и добила своје име. Епархија, заправо, обухвата слив Тимока. Са западне стране дотиче Црни Тимок а са јужне Бели да би се у самом Зајечару састали и образовали Велики Тимок. Поред Зајечара важни градови у епархији су Бор, Неготин и Књажевац.

## Историјат
Пре ослобођења Тимочке крајине од турског ропства и успостављења статуса епархије, ове области су биле под духовном управом, делом Видинске митрополије, делом Нишке, а најмањим делом Београдске. У току готово сто седамдесет година живота Епархије тимочке, управљало је њоме десет епископа. Епархија је једном приликом била укинута, од 1886. до 1890, а у више наврата су њоме администрирали епископи суседних епархија.
Срби су приликом свога досељавања на ово подручје затекли већ организовани црквени живот са епископом чије је седиште било у граду Акве на Дунаву, негде код данашњег Прахова. О веома живом и у сваком погледу развијеном и устројеном животу од најранијих времена, сведоче многобројни остаци насеобина, посебно римских. Од 11. века улазило је ово подручје у састав Охридске архиепископије. Како се налазило на тромеђи српско-румунско-бугарској, мењало је оно и своју припадност у црквеном погледу. Припадало је и Охридској и Трновској и Пећкој и Цариградској цркви. За време аустријске власти над северном Србијом (1718—1739) Тимочка Крајина је припадала Вршачкој епархији у саставу Београдско-карловачке митрополије. После укидања Пећке патријаршије (1766) било је ово подручје најпре у саставу Видинске епархије под врховном влашћу Цариградске патријаршије, под којом је остала све до 1831. године.
У време Првог српског устанка (1804—1813) ова област била је под влашћу београдског митрополита, пореклом Грка. Када је 1830. султановим хатишерифом Србија постала аутономна кнежевина, са Милошем Обреновићем као наследним кнезом на челу, исходио је кнез Милош 1831. од Цариградске патријаршије томос којим се у Кнежевини Србији образује аутономна митрополија са вишом јерархијом састављеном од Срба. Први митрополит ослобођене Србије био је Мелентије Павловић. Када је 1833. Тимочка крајина припојена Кнежевини Србији, одмах су предузети кораци за оснивање нове српске епархије за ову област.
Тимочка крајина, без великих средишта, није имала ни материјалних ни духовних удобности онолико, колико су имале неке друге области Србије. Још у римско доба изграђена многобројним градићима и кулама, она је за време турске владавине била разрушена и дочекала ослобођење 1833. године са малим бројем црквица и капела, од насилничког ока склоњеним чатмарама и брвнарама.
Свега пар година после увођења територије ове епархије из јурисдикције Цариградске патријаршије у јурисдикцију Српске православне цркве, 1842. године, епископ Доситеј Новаковић је изместио седиште епископије из Зајечара у тада већи и култивисанији Неготин, где је остало и под епископима Герасимом Стојковићем, Евгенијем Симеоновићем и Мојсијем Вересићем. У то време саграђена је и катедрална тј Саборна црква Свете Тројице у Неготину. Седиште је било у Неготину до привременог укидања епископије 1887. године.
Наиме, противно ставу Светог архијерејског синода и потребама Православне цркве у Краљевини Србији, влада Милутина Гарашанина је 1886. године издејствовала и спровела укидање ове епархије. Главни заговорник укидања је био Милан Кујунџић Абердар, тадашњи министар просвете и црквених дела. Одмах након пада Гарашанинове владе (с Кујунџићем у њој), Свети архијерејски синод је у јесен 1887. године затражио да се епархија обнови, али то је учињено тек 1891. године, када је седиште премештено натраг у мањи Зајечар, који је тиме добио подстрек за раст.
Стогодишњица епархије је обележена 21. септембра 1934.
Током Првог и у Другог светском рату епархија је претрпела тешка разарања и губитке.

## Намесништва
Епархија тимочка је подељена на седам архијерејских намесништава:
- Архијерејско намесништво бољевачко,
- Архијерејско намесништво борско-поречко,
- Архијерејско намесништво зајечарско,
- Архијерејско намесништво кључко,
- Архијерејско намесништво књажевачко,
- Архијерејско намесништво неготинско,
- Архијерејско намесништво сокобањско.

## Манастири
1. Буково,
2. Вратна,
3. Света Тројица,
4. Грлиште,
5. Јерменчић,
6. Короглаш,
7. Крепичевац,
8. Лапушња,
9. Лозица,
10. Манастирица,
11. Суводол.

## Епископи
Епископи ове епархије до сада:
| Портрет | Име и презиме        | Време службе              |
| ------- | -------------------- | ------------------------- |
|         | Доситеј Новаковић    | 1834—1854                 |
|         | Герасим Стојковић    | 1854—1865                 |
|         | Евгеније Симеоновић  | 1865—1880                 |
|         | Мојсије Вересић      | 1880—1883                 |
|         | Нестор Поповић       | (администратор) 1883—1884 |
|         | Мелентије Вујић      | 1891—1913                 |
|         | Иринеј Ћирић         | 1919—1921                 |
|         | Емилијан Пиперковић  | 1922—1970                 |
|         | Методије Муждека     | 1970—1977                 |
|         | Милутин Стојадиновић | 1977—1992                 |
|         | Јустин Стефановић    | 1992—2014                 |
|         | Иларион Голубовић    | од 2014                   |